# Ralph Neely
Ralph Eugene Neely (Little Rock, 12 settembre 1943 – 5 gennaio 2022) è stato un giocatore di football americano statunitense che ha giocato nel ruolo di offensive guard per tutta la carriera con i Dallas Cowboys della National Football League (NFL).

## Carriera professionistica
Nel 1965, Neely fu scelto sia nel Draft NFL (dai Baltimore Colts) che nel Draft AFL (dagli Houston Oilers). Il 29 agosto 1965, i Colts scambiarono i suoi diritti coi Dallas Cowboys in cambio di Billy Lothridge e una scelta del quarto giro del Draft NFL 1966.
Neely accettò l'offerta di contratto degli Oilers (che includeva i diritti per una stazione di benzina a Houston), ma richiese di tenere l'accordo segreto per potere disputare il Gator Bowl. Quando venne a conoscenza che i Colts avevano ceduto i suoi diritti ai Cowboys, iniziò a contrattare con Dallas, ritornando il suo assegno agli Oilers. Iniziò così una disputa tra le due franchigie.
Uno dei termini dell'accordo della fusione tra AFL e NFL fu che la disputa fra i due club fosse risolta. Nel 1966, i Cowboys acconsentirono a cedere delle scelte del draft agli Oilers e a dare inizio all'annuale Governor's Cup nella pre-stagione tra le due squadre.
Nella sua stagione da rookie nel 1965, Neely si impose subito come titolare, venendo inserito nella formazione ideale dei debuttani. La sua velocità per un uomo della sua stazza lo rese uno dei pilastri della linea offensiva dei Cowboys per tredici stagioni. Fu inserito per quattro volte nella formazione ideale della stagione All-Pro e convocato per due Pro Bowl, nel 1967 e 1969. Nel 1970, Neely iniziò la stagione come guardia destra ma in seguito prese il posto di Tony Liscio come offensive tackle, sinistro 1977, continuando ad essere uno dei migliori uomini della linea offensiva della lega. Si ritirò dopo la vittoria del Super Bowl XII dei Cowboys nel 1977, il secondo della sua carriera.

## Palmarès

### Franchigia
- Super Bowl : 2

Dallas Cowboys: VI, XII
- National Football Conference Championship: 4

Dallas Cowboys: 1970, 1971, 1975, 1977

### Individuale
- Convocazioni al Pro Bowl: 2

1967, 1969
- All-Pro: 4

1967, 1968, 1969, 1975
- Formazione ideale della NFL degli anni 1960

## Statistiche
| Partite totali | 172 |